# Carcharhinus altimus
Carcharhinus altimus là một loài Cá mập cầu hồn trong chi Carcharhinus. Loài cá này này phân bố ở vùng biển nhiệt đới và cận nhiệt đới toàn cầu.